# Валентин Аршакуни
Валентин Аршакуни је био византијски војсковођа који је 645. покушао да узурпира престо и наметне се за савладара младог цара Констанса II .
Валентин је наводно припадао јерменској династији Арсакида која је потицала од парћанске краљевске династије. Историјски извори га први пут помињу као једног од војсковођа који су помогли побуну картагинског егзарха Ираклија Старијег против цара Фоке као и долазак на престо Ираклија Млађег. Пошто је цар Ираклије умро 641, престо је припао двојици његових синови, Ираклију Новом Константину, и петнаестогодишњем Ираклиони, сину Ираклијеве друге жене Мартине. У сваком случају, старији Ираклијев син, Ираклије Константин је уживао подршку већег дела становника Цариграда и дела војних кругова. У мају 641. Ираклије Константин је умро, највероватније од туберкулозе, али су се пронеле гласине да га је царица Мартина отровала. Када је Ираклиона одобрио предају Египта муслиманима, Валентин Аршакуни, тада врховни заповедник војске Истока, је побунио војнике у Малој Азији и повео је у марш на престоницу. Војске се утаборила у Халкедону, на обали Босфора преко пута Цариграда и Аршакуни је затражио да се за цара прогласи и мали син Ираклија Константина, Ираклије. Ираклиона је затим посетио војнике и јавно усвојио свог синовца и прогласио га за савладара. Нови цар је у Цариграду акламацијом добио владарско име Константин, али је због своје младости остао упамћен под деминутивом Констанс. Аршакуни је награђен заповедништвом над дворском гардом ескубитора што сведочи да је стекао један од кључних положаја на двору. Ипак, компромис је био краткотрајан и нова побуна војске је довела до свргавања Ираклионе и његовог огранка династије. Мали Констанс је крунисан за јединог цара и ожењен Аршакунијевом ћерком Фаустом. 
Сам крај Аршакунијеве каријере и његова узурпација нису најјаснији захваљујући фрагментарности вести у изворима. Оно што је неоспорно је да је након неуспеха похода против Арапа у Сирији 645. Аршакуни подигао нову побуну, овога пута против свог зета и дотадашњег штићеника Констанса. Војсковођа је успео да уђе у престоницу и прими царску круну али је те исте године убијен од стране цариградске светине.